# デジモンワールド デジタルカードアリーナ
『デジモンワールド デジタルカードアリーナ』は、2000年12月21日にバンダイより発売されたPlayStation用のゲームソフトである。前作『デジモンワールド デジタルカードバトル』と同様のシステムでカードは前作に比べて豊富になっており、ゲームのやりこみ要素も多い。また、アニメに登場したキャラクターが登場しており、それぞれのキャラクターとカードによる対戦が可能である。ワンダーウェーブに対応もしている。

## ルール
戦闘やデックのルールに関しては『デジモンワールド デジタルカードバトル』を参照。

## パートナーカード
前作と違い、パートナーカードという特殊なカードがあり、経験値の概念と、アーマー進化が唯一使えるカードである。
パートナーカードは、
- ブイモン
- アルマジモン
- ホークモン
- テイルモン
- パタモン
- ワームモン

である。また、アーマー進化のパターンもアニメどおりだけではなく、それ以外のパターンもある（テイルモンからティロモン、パタモンからバロモン、など）。
また、パートナーデジモンは、経験値をためることによって、デジパーツというパートナーデジモンに新たな能力やパラメータをあげるシステムが存在する。
主に種類は以下のとおり
- HPや攻撃力（○、△、×、それぞれ種類がある）をアップさせる
- ×攻撃の特殊能力の入れ替え
- パートナーデジモンの持つ援護能力の入れ替え

## アーマー進化
上記のデジモンたちはアーマー進化が可能であるが、それにはデジメンタルが必要である。デジメンタルはイベントなどでもらったり、また、その紋章やデジメンタルを持つ子供たちからもらえたりする場合がある。
アーマー進化はパートナーカードを場に出した直後に進化するかの選択が表示され、そこで「しない」を選ぶと一旦場から離れない限りアーマー進化することは出来ない。戦闘でアーマー進化は1パターンしかできず、どのアーマー体に進化するかはプレイヤーがバトル以前に設定することが出来る。また、バトル中にアーマー体に進化すると、特殊な進化オプションカードを使わない限り進化、退化は出来ない。
レベルもアーマー体となっており、アーマー体しか使えないオプションなども存在する。アーマー体の位置づけとしては、レベルIII＜アーマー体＜レベルIVである。

## パートナーデジモンの経験値
パートナーデジモンの経験値は「パートナーデジモンのカードが入っているデックを使ってバトルする」、あるいは「カード合成で経験値を足す」のいずれかである。前者の場合、戦闘内容によって経験値が違ってくる。
以下は例
- 逆転勝利 2敗0勝から3勝して勝つと発生
- 無敗勝利　無敗で勝利すれば発生
- レベル完キラー　完全体のデジモンに勝利すると発生、異常状態でも可能
- HPフィーバー HPがぞろ目（1110など）になったときに発生
- ダメージフィーバー　攻撃のダメージがぞろ目になれば発生
- とどめのジャスト攻撃　デジモンを倒すさい、そのデジモン残量体力と攻撃力が一致していた場合発生
- とどめのいちかばちか勝利 3勝目をする際、いちかばちか（山札の一番上のカードを援護に使うこと）をすると発生
- オール○攻撃　すべての攻撃をひとつのボタンに統一して勝利（3体倒すまで）
- パートナー勝利　パートナーデジモンで勝利すると発生
- パートナー超進化　パートナーデジモンを進化オプションを使わずに完全体まで進化させると発生

また、デックの構成などでもボーナスがもらえる
- オプションマニア　オプションを25枚以上入れたデックで勝利する
- ラッキーネーム　特定の単語を名前に入れたデックで勝利する

以上が特殊なボーナスの例である。
通常ボーナスは戦闘をするたびにもらえ、敵によって数値が異なり、強い敵ほど多くもらえる。

## カード合成
マップ上の特定の場所で、カードの合成ができるようになっており、合成の方法は2通りある。
- パートナー合成

パートナーデジモンに合成し、パートナーの経験値を上げることができる。
- カード合成

一般的なカード合成。特殊な合成もあり、その場合は特別なデジモンができる（エクスブイモンとスティングモンでパイルドラモン、など）。